# Mai 1781

## Événements

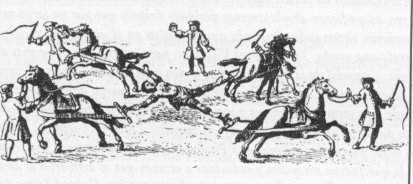
18 mai : exécution de Túpac Amaru II

- 6 mai : arrivée de renforts français à Boston[1].

- 9 mai : victoire espagnole sur les Britanniques à la bataille de Pensacola.

- 18 mai : le dernier Inca Túpac Amaru II est écartelé puis décapité à Cuzco au Pérou en présence de toute la population rassemblée[2]. Son cousin, Túpac Amaru III, reprend un temps la tête de la révolte mais est pris et subit le même supplice en 1783.

- 19 mai, France : démission du ministre Necker qui regagne Genève.

- 21 mai, France : Jean-François Joly de Fleury est nommé administrateur général des finances.

- 22 mai, France : Édit de Ségur exigeant quatre degrés de noblesse de la part des candidats dans l'armée. Il réserve aux nobles l’accès direct aux grades d’officiers sans service préalable ou sans passage dans des écoles militaires.

- 24 mai - 2 juin : prise de Tobago par la flotte française[3].

## Naissances
- 9 mai : Alexandre Henri Gabriel de Cassini (mort en 1832), magistrat et botaniste français.
- 16 mai : Charles Marie Bouton, peintre français († 28 juin 1853).
- 17 mai : Léonard Pycke, avocat et homme politique belge († 8 février 1842).
- 19 mai : John Walker (mort en 1859), chimiste anglais.

## Décès
- 24 mai : Guillaume Le Blond (né en 1704), mathématicien français[4].